# Stazione meteorologica di Venezia Mestre
La stazione meteorologica di Venezia Mestre è la stazione meteorologica di riferimento relativa all'omonima località del territorio comunale di Venezia.

## Coordinate geografiche
La stazione meteorologica si trova nell'area climatica dell'Italia nord-orientale, nel Veneto, nel comune di Venezia, nella località di Mestre, a 4 metri s.l.m. e alle coordinate geografiche 45°30′N 12°14′E.

## Dati climatologici
In base alla media trentennale di riferimento 1961-1990, la temperatura media del mese più freddo, gennaio, si attesta a +1,5 °C, quella del mese più caldo, luglio, è di +22,3 °C .
| Venezia Mestre     | Mesi | Mesi | Mesi | Mesi | Mesi | Mesi | Mesi | Mesi | Mesi | Mesi | Mesi | Mesi | Stagioni | Stagioni | Stagioni | Stagioni | Anno |
| Venezia Mestre     | Gen  | Feb  | Mar  | Apr  | Mag  | Giu  | Lug  | Ago  | Set  | Ott  | Nov  | Dic  | Inv      | Pri      | Est      | Aut      | Anno |
| ------------------ | ---- | ---- | ---- | ---- | ---- | ---- | ---- | ---- | ---- | ---- | ---- | ---- | -------- | -------- | -------- | -------- | ---- |
| T. max. media (°C) | 4,4  | 6,5  | 11,1 | 16,4 | 21,5 | 24,9 | 27,4 | 26,9 | 23,4 | 17,4 | 10,5 | 5,6  | 5,5      | 16,3     | 26,4     | 17,1     | 16,3 |
| T. min. media (°C) | −1,4 | −0,3 | 3,2  | 7,6  | 11,7 | 15,4 | 17,2 | 16,5 | 13,3 | 8,7  | 4,7  | 0,1  | −0,5     | 7,5      | 16,4     | 8,9      | 8,1  |